# Francisco Joaquim Ferreira do Amaral
Francisco Joaquim Ferreira do Amaral, né le 11 juin 1844 à Lisbonne en Portugal et mort le 11 août 1923, est un militaire (amiral) portugais, administrateur colonial et homme d'État de la fin de la monarchie constitutionnelle portugaise.

## Biographie
De 1882 à 1886, il est Gouverneur d'Angola. Il est nommé cette même année au poste de Gouverneur des Indes, mais n'est pas entré en fonction.
De septembre à décembre 1879, il est nommé gouverneur de Sao Tomé-et-Principe
Du 17 janvier 1892 au 23 février 1893, il est ministre de la Marine et de l'outre-mer, dans le gouvernement de José Dias Ferreira, et cumule à partir du 23 décembre, la fonction de ministre des affaires étrangères. En 1905, il évite la révolte du Vasco da Gama.
Du 4 février au 26 décembre 1908 il devient Président du conseil des ministres dans un gouvernement indépendant, governo da acalmação, nommé par le roi Manuel II de Portugal, à la suite du régicide qui a coûté la vie à Charles Ier de Portugal et son fils Louis-Philippe de Bragance.
Après avoir quitté le gouvernement en décembre 1908, il fréquente les milieux républicains, et même rejoint le Parti démocrate d'Afonso Costa, qui lui vaut d'être critiqué par les monarchistes. Il est le fils unique de João Ferreira do Amaral.